# Chad Coleman
Chad William Coleman (Richmond, Virginia; 6 de septiembre de 1974) es un actor de cine y televisión estadounidense, más conocido por interpretar el personaje Dennis "Cutty" Wise de The Wire, a Tyreese en The Walking Dead y al villano Tobias Church en Arrow. Aparición eventual en Entre fantasmas.

## Vida y carrera
Coleman fue criado en un hogar de acogida en Richmond, Virginia. En su juventud participó en atletismo, pero centró su atención en el estudio de teatro después de una lesión en la pierna. Antes de convertirse en actor, Coleman sirvió en el Ejército de Estados Unidos entre 1985 y 1989 como cámara de vídeo
Tuvo un papel protagónico en la serie de HBO " The Wire como el criminal reformado Dennis "Cutty" Wise. En 2002, Coleman interpretó a OJ Simpson en la película para televisión de TNT Monday Night Mayhem. Chad también tuvo un papel en  Terminator: Sarah Connor Chronicles serie de televisión de Fox. También tuvo un pequeño papel en Atrapado por su pasado: Rise to Power. Recientemente ha estado involucrado en el desarrollo de Left 4 Dead 2 como actor de voz para el personaje Coach En 2009, Coleman apareció en un renacimiento de la August Wilson's play' 'Joe Turner ido y venido en Broadway y también tuvo un papel protagonista en la serie de televisión noruega ? Buzz Aldrin, ¿qué te pasó en toda la confusión?, basada en la novela de Johan Harstad. La serie salió al aire en Europa en noviembre de 2011.
Él fue estrella invitada en el In Plain Sight episodio " Whistle Stop" como ex-boxer/witness padecer demencia pugilística, y en el Lie to Me episodio "La canción del canario", como un minero de carbón. También fue una estrella invitada en dos episodios de Colgados en Filadelfia en 2010.
En 2011, obtuvo el papel de Gary Miller, el ex marido de Nikki Miller y padre de manipulador de su hija Mackenzie en la  Fox serie de televisión I Hate My Teenage Daughter, que se estrenó en el otoño de 2011.
En 2012, Coleman hizo su primera aparición como Tyreese en The Walking Dead en el episodio "Made To Suffer" . En 2013, fue promovido al elenco principal de la serie durante la cuarta temporada junto con Emily Kinney y Sonequa Martin-Green. Coleman hizo su aparición final en el episodio "What Happened and What's Going on", debido al fallecimiento de su personaje. 
En 2015 se informó que formará parte del elenco recurrente de la serie The Expanse, el show fue renovado para una segunda temporada, en donde Coleman seguirá ejerciendo su rol. 
En junio de 2016, Chad fue anunciado como el nuevo villano de la quinta temporada de Arrow, a estrenarse en octubre del mismo año.

## Filmografía
| Año  | Título                                   | Rol             | Notas        |
| ---- | ---------------------------------------- | --------------- | ------------ |
| 1993 | New York Cop                             | Iceman          | Secundario   |
| 1999 | Saturn                                   | Orderly         | Secundario   |
| 2001 | The Gilded Six Bits                      |                 | Corto        |
| 2001 | Revolution #9                            | Night Nurse     | Secundario   |
| 2002 | Monday Night Mayhem                      | O.J. Simpson    | Secundario   |
| 2002 | The End of The Bar                       | Dr. Scott Rosen | Secundario   |
| 2004 | Brother to Brother                       | El              | Secundario   |
| 2005 | Carlito's Way: Rise To Power             | Clyde           |              |
| 2007 | Wifey                                    | Parnell         |              |
| 2009 | Boldly Going Nowhere                     | Cobolt          |              |
| 2011 | The Green Hornet                         | Chili           |              |
| 2011 | Horrible Bosses                          | Curtis          |              |
| 2017 | Michael Jackson: Searching for Neverland | Bill Whitfield  | Protagonista |
| 2021 | Copshop                                  | Duane Mitchell  |              |

| Año           | Título                                  | Rol                           | Notes                                     |
| ------------- | --------------------------------------- | ----------------------------- | ----------------------------------------- |
| 1992          | Here and Now                            | Roland                        | 1 episodio                                |
| 1994-1995     | Law & Order                             | Weiner / Henry                | 2 episodios                               |
| 1994, 1996    | New York Undercover                     | Kevin Gray / Shoop            | 2 episodios                               |
| 1999, 2001    | Third Watch                             | Grissom / Lamar               | 2 episodios                               |
| 2003          | Law & Order: Special Victims Unit       | Prison Warden                 | 1 episodio                                |
| 2003          | The Guiding Light                       | Moses                         | 1 episodio                                |
| 2003          | Hack                                    | Lafonso                       | 2 episodios                               |
| 2004–2008     | The Wire                                | Dennis "Cutty" Wise           | 20 episodios                              |
| 2005          | Numb3rs                                 | Williams                      | 1 episodio                                |
| 2008          | New Amsterdam                           | Lt. Bobby Graham              | 1 episodio                                |
| 2008          | Life on Mars                            | Suede                         | 1 episodio                                |
| 2009          | CSI: Miami                              | Kevin Landau                  | 1 episodio                                |
| 2009          | Terminator: The Sarah Connor Chronicles | Queeg                         | 2 episodios                               |
| 2009          | The Forgotten                           | Ray Perkins                   | 1 episodio                                |
| 2010          | In Plain Sight                          | Ricky Dupree/Dumont           | 1 episodio                                |
| 2010          | Lie To Me                               | Darryl                        | 1 episodio                                |
| 2010          | The Good Wife                           | Carter Wright                 | 1 episodio                                |
| 2010–2017     | It's Always Sunny in Philadelphia       | Z                             | 4 episodios                               |
| 2011–2013     | I Hate My Teenage Daughter              | Gary                          | 13 episodios                              |
| 2012          | Electric City                           | Manny                         | 1 episodio                                |
| 2012          | Criminal Minds                          | Malcolm Ford                  | 1 episodio                                |
| 2012          | Burn Notice                             | Brady Pressman                | 1 episodio                                |
| 2012–2015     | The Walking Dead                        | Tyreese Williams              | 22 episodios                              |
| 2013          | Cult                                    | True Believer #4              | 1 episodio                                |
| 2013–2016     | Padre de familia                        | Voces adicionales             | 2 episodios                               |
| 2014          | Law & Order: Special Victims Unit       | A.J. Martin                   | 1 episodio                                |
| 2015–Presente | The Expanse                             | Col. Frederick Lucius Johnson | 15 episodios                              |
| 2016          | Roots                                   | Mingo                         | 1 episodio                                |
| 2016          | Arrow                                   | Tobias Church                 | 4 episodios                               |
| 2016          | Freakish                                | Coach                         | 4 episodios                               |
| 2016          | The Walking Dead: The Journey So Far    | Tyreese Williams              | Gracias especiales                        |
| 2017          | Los Goldberg                            | Leon Schmion                  | 1 episodio                                |
| 2017–Presente | The Orville                             | Klyden                        | 15 episodios                              |
| 2019–Presente | All American                            | Corey James                   | 4 episodios                               |
| 2023          | Superman & Lois                         | Bruno Mannheim                | Rol principal (temporada 3); 10 episodios |
| TBA           | Treadwater                              | Osei                          | Filmando                                  |